# Tube Screamer
Tube Screamer é um pedal de overdrive da marca japonesa Ibanez para guitarra elétrica. Seu aparecimento no mercado deu-se no final dos anos 1970, com o modelo da série 808. Considerado por muitos como o pedal de overdrive definitivo, o TS-808 foi popularizado por nomes como Stevie Ray Vaughan e Eric Johnson. Na primeira metade dos anos 1980 o Tube Screamer foi relançado dentro de uma nova série de pedais de efeito, a série 9. Praticamente igual ao TS-808, o TS-9 obteve grande êxito, tornando-se o mais popular dos Tube Screamer até hoje. Em 1986, após a série 9 ser descontinuada, entrou em cena a série 10, que icluía mais uma versão do Tube Screamer, o TS-10, fabricado até 1989. Posteriormente ainda surgiram o TS-5 (da série Soundtank de pedais de efeito) - que possuía carcaça de plástico - e, no final dos anos 1990, o TS-7 (da série Tone Lok). Em 1993 a Ibanez voltou a fabricar o TS-9, devido a demanda popular. Pouco depois, ainda apareceram o ST-9 Super Tube Screamer e o TS-9DX Turbo Tube Screamer, este ainda em produção atualmente. Em 2004 o aguardado relançamento do modelo TS-808 enfim tornou-se realidade. Em 2009 mais um capítulo da história dos TS foi escrito com o lançamento do TS-808HW Hand Wired Tube Screamer, um modelo com circuito feito a mão.